# شمیووو
شمیووو (به لهستانی:  Śmiełów) یک روستا در لهستان است که در گمینا ژرکوو واقع شده‌است.